# Keratocephalus
Keratocephalus (лат.) («рогатая голова») — вымерший род терапсид из инфраотряда тапиноцефалов, обитавших в Южной Африке в пермском периоде, уржумском ярусе (267—264 млн лет назад). Ископаемые остатки обнаружены в нижней и средней зоне Tapinocephalus в отложениях Кару, нижние слои Бьюфорт в Бьюфорт-Вест.

## Описание

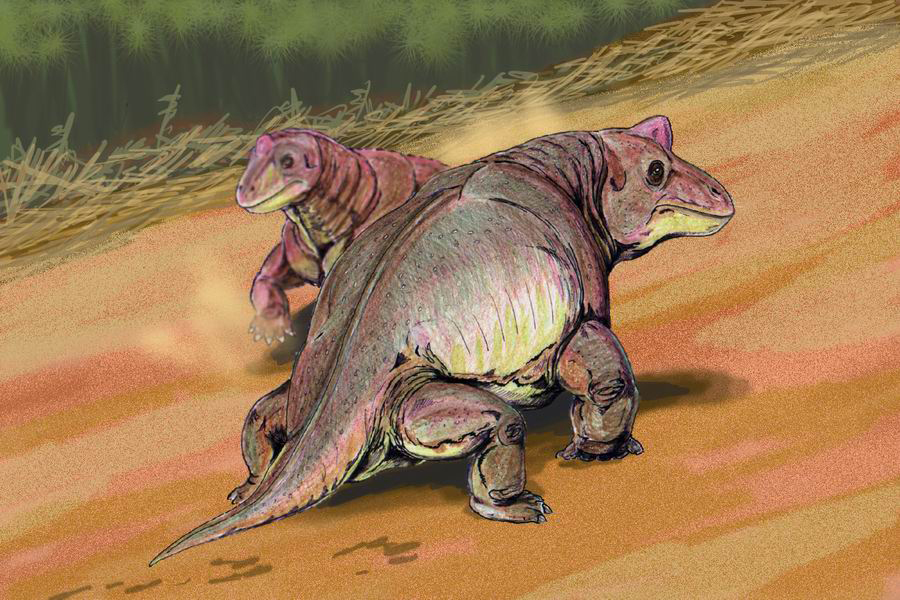
Реконструкция

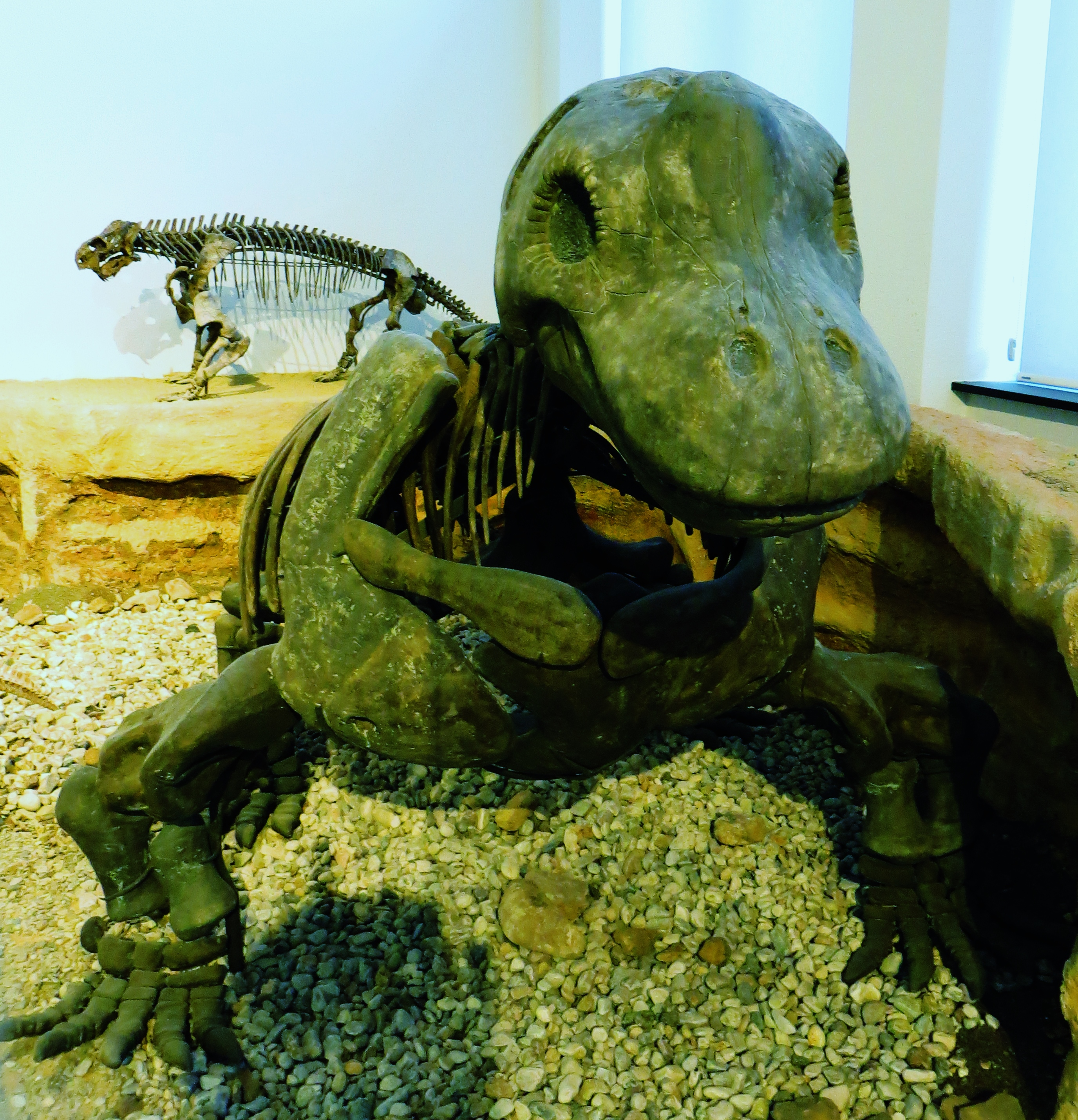
Вид спереди

Животные достигали 2,5-3 м в длину, с полуметровым черепом, и 700—1000 кг в массе. Длина рыла и степень пахиостоза варьируются, на голове расположен приподнятый выступ, имеющий форму рога.

## Классификация
Keratocephalus moloch, известный по множеству сильно различающихся черепов, а также посткраниальных элементов, обнаружен в нижней и средней зоне Tapinocephalus. У вида наблюдаются различные вариации пахиостоза. Может быть более примитивным родом, чем Tapinocephalus. Носолобный приподнятый выступ напоминает рог (отсюда название — «рогатая голова»), длина рыла сильно варьирует. Такая характеристика ставит под сомнение различие между короткомордыми и длинномордыми формами, описанное Бунстрой. Pelosuchus, известный только по посткраниальным фрагментам, признан синонимом данного рода.